# Acid Western
El Acid Western (lit. Wésterns de ácido) es un subgénero del Wéstern que emergió en los años 1960 y 1970 el cual combina las ambiciones metafóricas de Wésterns aclamados por la crítica tales como Shane o The Searchers, con los excesos del spaghetti western y con la perspectiva de la contracultura de los años 60, así como con el aumento en el consumo de drogas ilícitas como la marihuana o el LSD. Los Acid Westerns subvierten muchas de las convenciones establecidas en Wésterns anteriores para «evocar una versión delirante de los autodestructivos Estados Unidos blancos en su máxima expresión solipsista, anhelando sus propios orígenes ya perdidos».

## Origen del término
En la jerga estadounidense, la palabra ácido se usa para referirse al LSD (ácido lisérgico), sustancia recreativa ilegal. El término Acid Western fue mencionado por primera vez, de manera peyorativa, por la crítica Pauline Kael, en una reseña de la película El Topo de Alejandro Jodorowsky, reseña publicada en la edición de noviembre de 1971 de la revista The New Yorker.Entre diciembre de 1970 y junio de 1971, El Topo era proyectada sin publicidad alguna en funciones de medianoche en el Teatro Elgin de la ciudad de Nueva York, para darle a las audiencias un sentido de «autodescubrimiento», audiencias que a menudo estaban bajo la influencia de sustancias psicodélicas en busca del choque de la violencia y el sexo y de las secuencias saturadas de simbolismos y un estilo aberrante.
La idea fue elaborada luego por el crítico Jonathan Rosenbaum en su análisis de la película de Jim Jarmusch, Dead Man, publicada en el Chicago Reader en junio de 1996. Rosenbaum expandió la idea del concepto en una posterior entrevista con Jarmusch para Cineaste y más tarde para el libro Dead Man para la serie  BFI Modern Classics.
En el libro, Rosenbaum destaca gran cantidad de aspectos de este Wéstern re-revisionista: desde la cautivadora banda sonora compuesta por Neil Young, pasando por el rol del tabaco, la actuación de Johnny Depp, hasta la localización de la cinta en el género del acid-western en la película. En el capítulo «On the Acid Western», Rosenbaum aborda no sólo la calidad alucinógena del ritmo de la película y su representación de la realidad, sino que también afirma que la película hereda una sensibilidad artística y política derivada de la contracultura de la década de los años 60, la cual critica y trata de reemplazar el capitalismo con modelos alternativos de comercio e intercambio.
Los wésterns clásicos o tradicionales de las décadas de 1930 a 1950 establecieron una serie de elementos estilísticos que se habrían de convertir en elementos básicos del género. Sin embargo, a partir de la década de 1950, varios de estos elementos serían subvertidos, dando como resultado el wéstern revisionista o crepuscular. Además, a partir de la década de 1960 se evidenció un mayor interés entre las audiencias y en la crítica hacia un cine más realista y adulto, llevando a una hibridación en la mayoría de géneros de elementos canónicos y no canónicos que condujo a la creación de nuevos géneros y subgéneros, como el neowéstern o el acid wéstern. En su revisión del género, en la cual comparó varias películas categorizadas como acid wésterns, Bueno Lisboa encontró que son más las diferencias que las similitudes entre ellas,si bien se podía hablar de algunas características comunes, entre las que destaca la colisión entre la contracultura de finales de la década de los 1960 y películas reaccionarias que intentaban apropiarse de y resignificar tanto el Viejo Oeste histórico como el imaginario. Por ejemplo, mientras que en el Wéstern tradicional el camino hacia el oeste es visto como una vía hacia la liberación y el progreso, en los Acid Westerns es al contrario, el camino es hacia la muerte, y la sociedad se convierte en un elemento espeluznante y de pesadilla (como ocurre en Dead Man).

## Historia del género
Rosenbaum usó el término Acid Western para describir un «sueño amado de contracultura» proveniente de los años 1960 y 1970 «asociado a gente como Monte Hellman, Dennis Hopper, Jim McBride y Rudy Wurlitzer, y asociado también a películas como Greaser's Palace. Alex Cox se acercó a algo similar en los años 1980 con Walker».
Imágenes aportadas por el director hollywoodiense William A. Wellman pudieron tener una temprana influencia en el género también. The Ox-Bow Incident (1943) y Yellow Sky (1948) presentan personajes que son forzados a desertar de la sociedad y tomar partido en contra de ella. En particular, Yellow Sky poseía varios de los elementos que posteriormente el director Monte Hellman usaría, dos décadas después.
La película de culto de Monte Hellman The Shooting (1966) puede ser considerada el primer Acid Western de la historia.Contaba con las estrellas de cine Will Hutchins, Warren Oates y un joven Jack Nicholson, y fue financiada de forma anónima por Roger Corman. The Shooting subvierte las usuales prioridades del género del Wéstern para plasmar una sensación de ahogo e incertidumbre que caracterizó la contracultura de los años 60 tardíos. Hellman continuó rápidamente con Ride in the Whirlwind (1966). El guionista Rudolph Wurlitzer es considerado «el individuo más responsable a la hora de explorar este género, habiéndolo prácticamente creado él mismo en su totalidad durante los últimos años de la década de los 60 y después ayudó a nutrir los guiones de otros», tales como en Glen and Randa de McBride, Two-Lane Blacktop de Hellman, Walker de Cox, y Pat Garrett and Billy the Kid de Sam Peckinpah.Wurlitzer trabajó en el guion de Gone Beaver, que fue descrito por Rosenbaum como «un guion visionario» para Jim McBride. Fue un ambicioso Wéstern de gran presupuesto que trataba sobre tramperos tempranos e indios en los EE. UU, para los cuales se desarrolló un idioma virtualmente inventado de «habla trampera». El filme fue cancelado un día antes de empezar producción. El guion no producido de Zebulon de Wurlitzer inspiró a Dead Man (1995) de Jim Jarmusch. Wurlitzer transformó posteriormente su guion en la novela The Drop Edge of Yonder.
Rosenbaum describe a Dead Man (1995) como «una culminación muy tardía» del Acid Western, «formulando una escalofriante y salvaje poesía fronteriza para justificar sus alucinantes propósitos».Más recientemente, Blueberry de Jan Kounen (2004) ha sido citada como un ejemplo del género.
En literatura también pueden verse ejemplos como Nog o Zebulon, ambos escritos por ya citado Rudolph Wurlitzer o más recientemente, la novela en castellano Malaventura de Fernando Navarro. 

## Ejemplos
- Joe Cola-Loca (1964)
- The Shooting (1966)
- Ride in the Whirlwind (1966)
- Oro maldito (1967)
- El Topo (1970)
- Zachariah (1971)
- The Hired Hand (1971)
- The Last Movie (1971)
- Capitán Apache (1971)
- Greaser's Palace (1972)
- Bad Company (1972)
- Pat Garrett and Billy the Kid (1973)
- Walker (1987)
- Dust Devil (1992)
- Dead Man (1995)
- Wild Bill (1995)[11]
- Propuesta de muerte (2004)
- Blueberry (2005)
- The Murder of Hi Good (2012)
- Day of the Stranger (2020)